# José María Zárraga
José María Zárraga Martín, mais conhecido simplesmente como Zárraga (Guecho, 15 de agosto de 1930 - Madrid, 3 de abril de 2012) foi um futebolista espanhol e jogador histórico do Real Madrid, entidade onde ele desenvolveu toda a sua carreira profissional. Após sua aposentadoria ativa, ele teve um breve período de treinador, além de um gerente de esportes.
Ele jogou na seleção espanhola por time espanhol oito vezes, desde a sua estreia em 18 de maio de 1955 na derrota por 1-2 contra a França, estreando no mesmo dia que seu colega de equipe Paco Gento, com quem ele também jogava no Real Madrid.

## História
Nascido no bairro de Las Arenas de Guecho, começou a jogar futebol na cidade vizinha de Erandio, jogando para o Ibarra Sports Club. Nele permaneceu até chegar ao histórico Arenas Club de Guecho por uma temporada, antes de entrar na equipe do Real Madrid, naquela época chamada de Plus Ultra Sports Association na temporada 1949-50.
Nele permaneceu por dois anos, se destacou e ganhou a chance para se tornar parte da primeira equipe do Real Madrid Football Club. Ele fez sua estréia como profissional em 14 de outubro de 1951 em uma vitória por 3-1 contra o Valencia Club de Fútbol e tornou-se um dos principais jogadores. Seu primeiro gol foi marcado em 24 de fevereiro no 5-1 contra o Real Gijón .
Foi nos anos seguintes, quando se tornou um dos pilares da equipe, tornando-se parte do histórico " Madrid de Di Stéfano " que ganhou as 5 primeiras edições da Copa da Europa  Ele participou de cada uma dessas finais fazendo um total de 31 aparições na maior competição de clubes europeus.

## Clubes
- Ibarra Sports Club
- 1948-49 Arenas Club de Guecho
- 1949-51 Plus Ultra Sports Grouping
- 1951-62 Real Madrid Club de Futbol

## Lista de Prêmios
- 6 Campeonato Espanhol: 1954, 1955, 1957, 1958, 1961 e 1962
- 5 Liga dos Campeões: 1956, 1957, 1958, 1959 e 1960
- 1 Copa do Rei: 1961
- 1 Copa Intercontinental: 1960

## Seleção
- 8 vezes internacional com o time de futebol espanhol.

- Ele estreou com a Espanha em Madrid em 18 de maio de 1955.